# Spodnje Trušnje
Spodnje Trušnje (nemško Niedertrixen) je naselje v Občini Velikovec v Okraju Velikovec na Koroškem v Avstriji.